# Linda (mythologie estonienne)
Pour les articles homonymes, voir Linda.

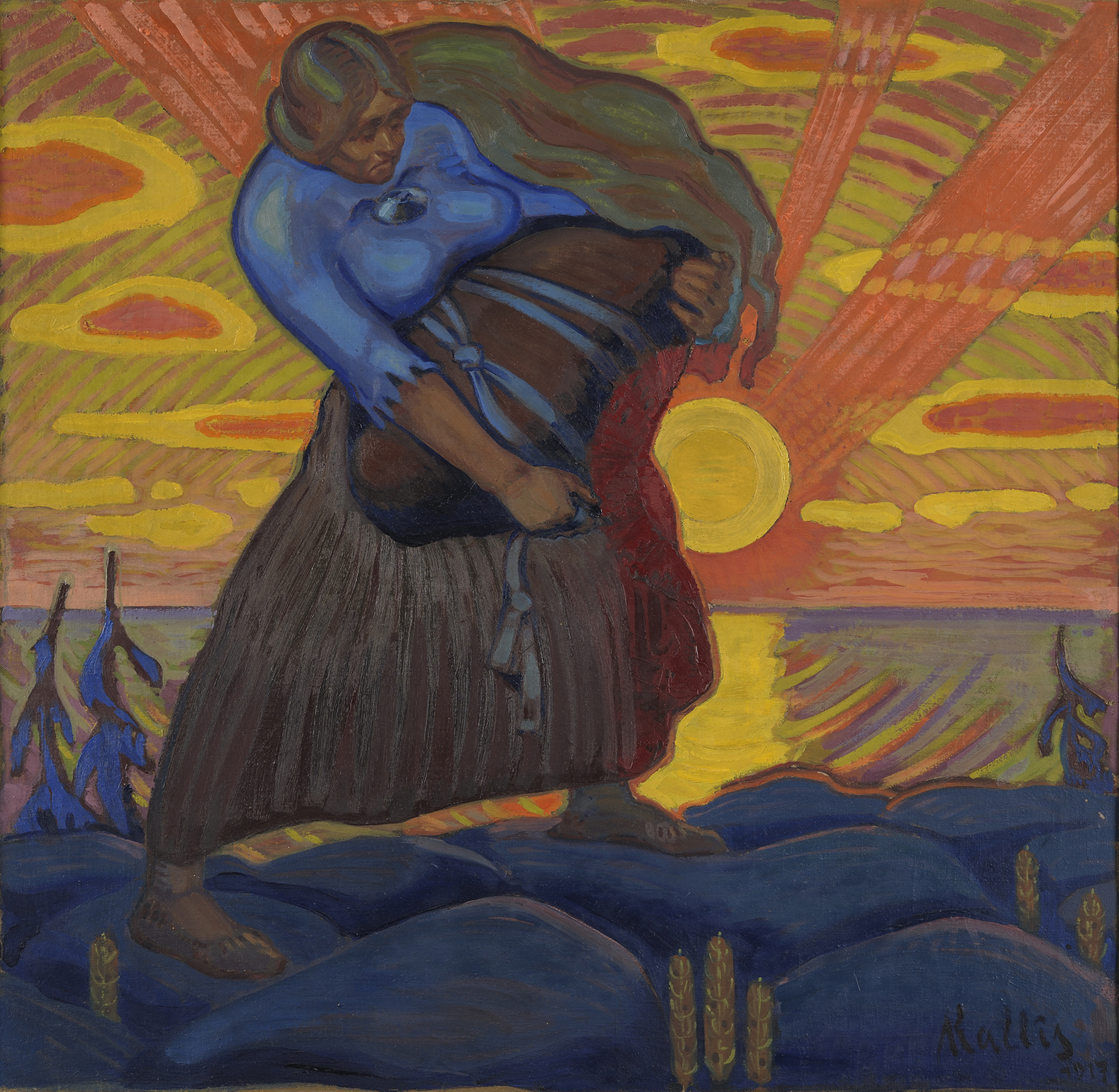

Dans la mythologie estonienne et dans l'épopée Kalevipoeg de Friedrich Reinhold Kreutzwald, Linda, ou Lindu, est la mère de Kalevipoeg et la femme de Kalev.
Elle a donné son nom a plusieurs lieux d'Estonie, dont Lindakivi, au lac Ülemiste.